# Amt Peenetal/Loitz
Amt Peenetal/Loitz er et Amt i den vestlige del af Landkreis Vorpommern-Greifswald, i den tyske delstat Mecklenburg-Vorpommern. Amtet har ti kommuner og administrationen ligger i byen Loitz.
Amtet blev oprettet i 1994 og havde i starten seks kommuner. Kommunen Wüstenfelde blev 14. juni 2004 en del af Loitz og de tidlige selvstændige kommuner Sassen og Trantow slog sig 31. december 2004 til den nye kommune Sassen-Trantow. 1. juli 2012 blev Düvier indlemmet i Loitz.

## Kommuner og landsbyer
- Görmin med Alt Jargenow, Böken, Göslow, Groß Zastrow, Neu Jargenow, Passow og Trissow
- Byen  Loitz med Drosedow, Düvier, Gülzowshof, Nielitz, Rustow, Schwinge, Vorbein, Voßbäck og Zarnekla
- Sassen-Trantow med Damerow, Groß Zetelvitz, Klein Zetelvitz, Pustow, Sassen, Trantow, Treuen, Vierow, Zarrentin og Zarrentin Siedlung